# 黑龙江香科科
黑龙江香科科（学名：Teucrium ussuriense）为唇形科香科科属下的一个种。

## 扩展阅读
- 維基物種上的相關：黑龙江香科科